# 安格林娜·梅利尼科娃
安格林娜·罗曼诺芙娜·梅利尼科娃（俄语：Ангелина Романовна Мельникова，2000年7月18日—）生于沃罗涅日州沃罗涅日，是一名俄罗斯女子竞技体操运动员。梅利尼科娃受祖母影响开始练习体操。她于2016年开始代表俄罗斯参加成年级别赛事，同时入选里约奥运名单。她是2016年里约奥运俄罗斯代表团里最年轻的选手。在奥运正赛中，她联同队友在女子团体比赛中获得银牌。奥运结束回国后，她获颁“为祖国立功”勋章。